# نأسف لهذا الخلل (مسلسل)
نأسف لهذا الخلل هو مسلسل درامي قطري من تأليف وداد الكواري وإخراج علي الحمادي ومن بطولة: عبد الله عبد العزيز - سحر حسين - لطيفة المجرن - إيمان محمد علي - هدى حسين - هدية سعيد - علي ميرزا - ناصر عبد الرضا - هلال محمد - علي سلطان - ناصر المؤمن - غازي حسين - فريد الجابري، عُرض لأوَّل مرة في 21 يناير 1996 على تلفزيون قطر.

## الممثلون

### عائلة أبو مبارك
- فالح فايز بدور (أبو مبارك).
- علي ميرزا بدور (مبارك).
- هدية سعيد بدور (أزهار).
- هدى حسين بدور (ابتسام).
- سعد بورشيد بدور (عدنان).
- سحر حسين بدور (بثينة).

### عائلة أبو أحمد
- غازي حسين بدور (أبو أحمد).
- جبر الفياض بدور (أحمد).
- لطيفة المجرن بدور (أم أحمد).
- فريد الجابري بدور (عمر).
- إيمان محمد علي بدور (منيرة).
- ناصر عبد الرضا بدور (ناصر).

### دار العجزة
- هلال محمد.
- على سلطان.

### بيت عزيز
- ناصر المؤمن بدور (عبد العزيز).
- عبد الله عبد العزيز بدور (حسين).